# Jevgenij Podgornyj
Jevgenij Podgornyj (ryska: Евгений Анатольевич Подгорный), född den 9 juli 1977 i Novosibirsk, Ryssland, är en rysk gymnast.
Han tog OS-guld i lagmångkampen i samband med de olympiska gymnastiktävlingarna 1996 i Atlanta.
Han tog även OS-brons i lagmångkampen i samband med de olympiska gymnastiktävlingarna 2000 i Sydney.